# Kochalm
Die Kochalm ist eine Alm in der Nordflanke des Hochstaufens auf dem Gebiet der Gemeinde Piding im Berchtesgadener Land.
Der Kaser der Kochalm steht unter Denkmalschutz und ist unter der Nummer D-1-72-128-28 in die Bayerische Denkmalliste eingetragen.

## Baubeschreibung
Der Kaser der Kochalm ist ein eingeschossiger überkämmter Blockbau mit vorkragendem Satteldach und Bruchsteinsockel. Das Gebäude entstand vermutlich in der Mitte des 19. Jahrhunderts.

## Heutige Nutzung
Die Kochalm wird von der Steiner Alm aus mitbestoßen.

## Lage
Die Kochalm befindet sich an der Nordflanke des Hochstaufens auf einer Höhe von 997 m ü. NN in der Nähe der Steiner Alm.